# القوافي الأعلى (حرض)

تعديل مصدري - تعديل

القوافي الأعلى هي إحدى قرى عزلة الشعاب بمديرية حرض التابعة لمحافظة حجة، بلغ تعداد سكانها 110 نسمة حسب تعداد اليمن لعام 2004.